# Joel Azeto
Joel Wandène Kombate est un guitariste, arrangeur musical, ingénieur du son et  acteur culturel togolais.
Il acquiert une référence majeure dans le monde musical pour avoir contribué aux arrangements musicaux du chanteur King Mensah et d'autres artistes africains à travers son studio d'enregistrement Rovers Records.

## Biographie

### Enfance

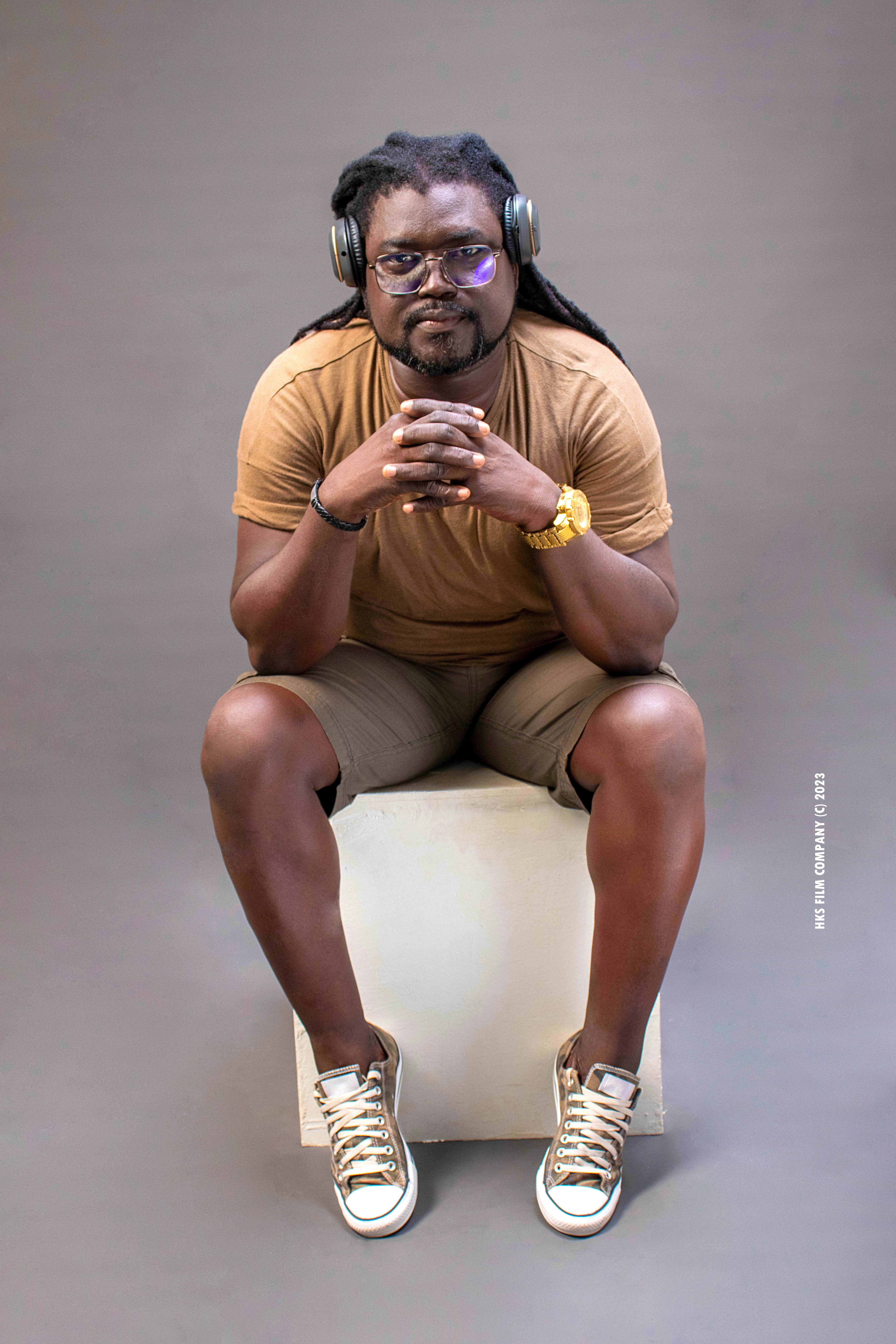
Joel Azeto au studio HKS Film Company KINGSON (Studio) au Togo.

Joel Wandène Kombate,  plus connu sous le nom de Joel Azeto, est né le 26 août 1973 à Lomé, il débute dans les années 1980 avec l'apprentissage du violon avant d'adopter la guitare comme instrument de prédilection qui le fait remarquer lors des concerts scolaires. Après sept ans, il rejoint l'orchestre Les prolétaires pour avoir plus d'expérience dans sa carrière d'instrumentiste jusqu'à 1995.

### Parcours professionnel
En 2000, Joel met en place son label discographique Rovers Records et après quelques années en mai 2023, il débute des stages de perfectionnement en tant que régisseur général et régisseur de son à l'institut français du Togo par l'ENSAT (École nationale de théâtre). Le musicien envisage une carrière de chanteur avec l'album intitulé Kwaden.

### Collaborations
- 2013 : Paix intérieure (album d'Adjoa Sika)[6]
- 2019 : Identité[7],[8] et Réconciliation (album d'Afia Mala)[9],[10].
- 2021 : Reviens à moi[7](Single de Pasco)[11]
- 2022 : Reconnaissance (3e album des Voix des Anges)[12]

## Événements

### En tant que guitariste et chef d'orchestre pour King Mensah
- 2009 : Concert en soutien à la chanteuse Vanessa Worou au CCF à Lomé
- 2010 : Concert live au profit de l'orphelinat Alodo à Lomé
- 2011 : Concert de soutien aux réfugiés ivoiriens à Lomé
- 2019 : Concerts live pour le lancement du 3e album de King Mensah  au Palais des congres et à l'Hôtel 2 Février Lomé
- 2022 : Concert live au Skybar (récolte de fonds pour l'hôpital de Bè)
- 2022 : Concert-dîner Gala top 100 à l'hôtel 2 Février Lomé
- 2022 : 25 ans de King Mensah au Royaume King Village à Agbodrafo
- 2022 : Concert live Atché à l'institut français du Togo

### Au Togo
- 2009 : Concert live avec Bibish Mola au Palais des congrès de Lomé
- 2009 : Concert live dédicace du 3e album de Small Poppy au CCF à Lomé
- 2010 - 2011 : Tournée avec Inous Landozz
- 2012 : Concert live des 20 ans de carrière de Jey Liba au Palais des congrès de Lomé
- 2012 : Concert live de The Seeds au Palais des congrès de Lomé
- 2021 : 3e édition du Festimuz à Togoville
- 2021 : Concert VIP de King Mensah et Toofan à Agbodrafo
- 2022 : Concert live de Charl'ozzo et Toto Patrick au Palais des congrès de Lomé

### A l'international
- 2005 : Festival nuits atypiques et festival du jazz de Koudougou
- 2011 : Concert Jah Kezz Vibration & Afan de The Seeds à Luxembourg
- 2018 : Concert live des 20 ans de carrière de King Mensah à Abidjan
- 2018 : 10e édition du MASA à Abidjan
- 2021 : Dîners étoilés au Novotel de Cotonou
- 2022 : Concert live des 25 ans de carrière de King Mensah au Palais des congrès de Cotonou
- Festival Felabration à Lagos
- 3e édition du festival mondial des arts nègres à Dakar (Sénégal)
- 8e édition des jeux de la francophonie à Abidjan (Côte d’Ivoire)

## Distinctions
- 2022 : Meilleure production musicale aux Slam Awards International[5],[13],[14].